# Anne auf Green Gables (Buch)

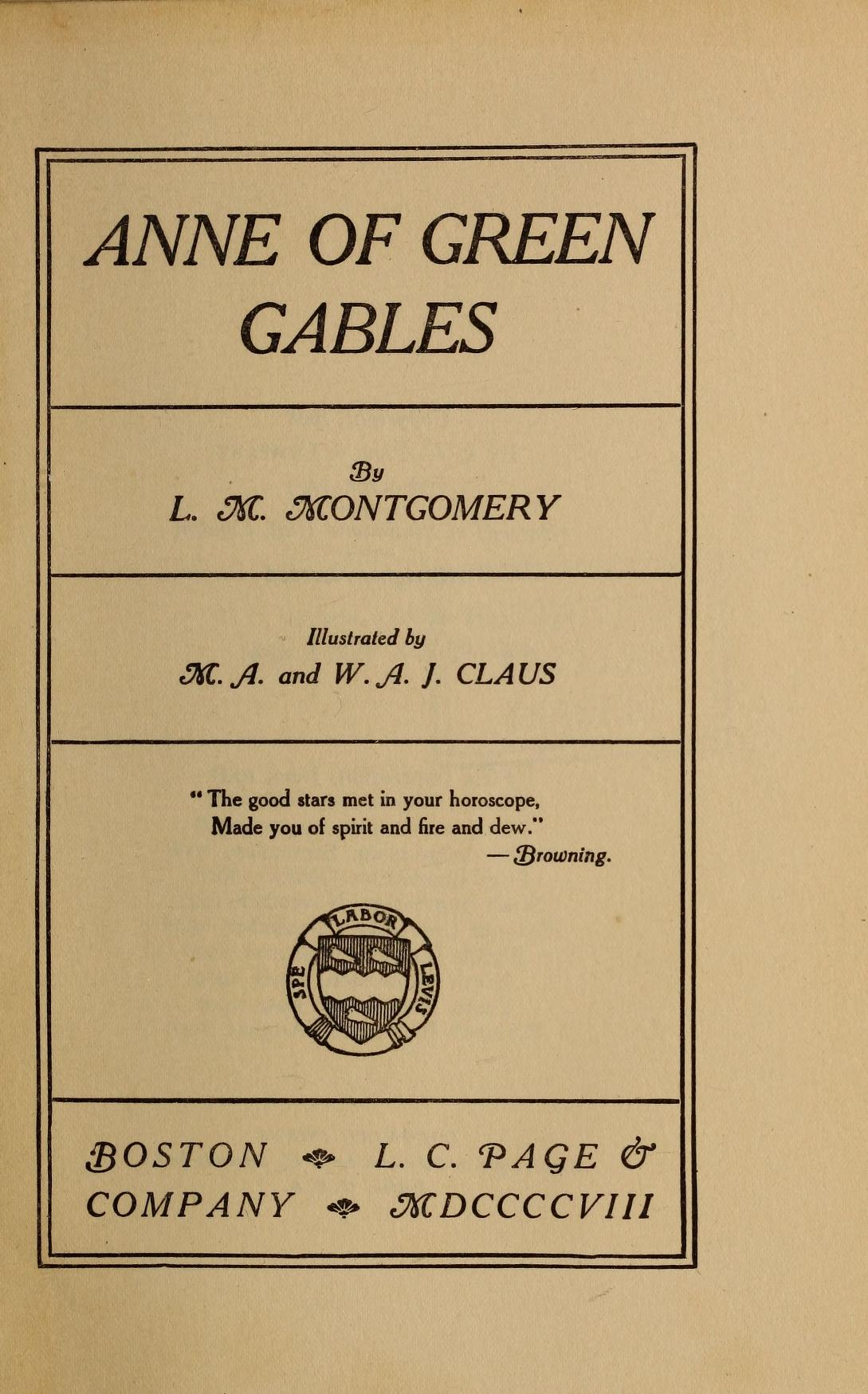
Das Titelblatt der 1908 erschienenen Erstausgabe

Anne auf Green Gables (Originaltitel: Anne of Green Gables) ist ein Kinderbuch der kanadischen Autorin Lucy Maud Montgomery, dessen Erstausgabe 1908 erschien.

## Handlung
Anne Shirley ist eine rothaarige, sommersprossige Waise, die versehentlich zu dem älteren Junggesellen Matthew Cuthbert und seiner spröden, ebenfalls nicht verheirateten Schwester Marilla geschickt wird, um dort zu leben. Matthew und Marilla nehmen Anne auf, obwohl sie einen Jungen erwartet haben, der ihnen auf ihrem Hof helfen sollte. Sie wohnen auf Green Gables (der Name kommt von den grünen Giebeln des Hauses) in dem fiktiven Ort Avonlea auf Prince Edward Island.
Annes wilde Phantasie, ihr unablässiges Reden und ihr feuriges Temperament stellen sie in das Zentrum einer Reihe unterhaltsamer Abenteuer. Während sie heranwächst, gefördert durch die Liebe und die Disziplin Marillas und Matthews, entwickelt sie sich zu einer intelligenten und unabhängigen jungen Frau, die ihre Vorstellungskraft konstruktiv einsetzt. Das Buch beschreibt ihre Entwicklung vom 11. bis zum 16. Lebensjahr.
Weitere wichtige Personen sind ihre beste Freundin Diana Barry, ihr Klassenrivale Gilbert Blythe und die „Klatschtante“ des Ortes Rachel Lynde.

## Weibliche Rollenbilder im Roman
In vielen Werken der Schriftstellerin Lucy Maud Montgomery werden Protagonistinnen als Heldinnen dargestellt. Es geht um starke, unabhängige Frauen, die Abenteuer erleben und trotz wiederkehrender Herausforderungen ihre Wünsche und Träume verwirklichen.

## Hintergrund
Montgomery wurde zu dem Buch von einem Zeitungsartikel inspiriert, der über ein Paar berichtete, dem versehentlich anstelle eines Waisenjungen ein Waisenmädchen geschickt wurde, verarbeitete aber auch Erinnerungen an ihre eigene Kindheit auf der bäuerlich geprägten Prince Edward Island (Kanada) Ende des 19. Jahrhunderts.

## Fortsetzungen
Da dieses Buch großen Erfolg hatte, schrieb L. M. Montgomery weitere Bücher über Anne. Ab dem sechsten Band Anne of Ingleside stehen Annes Kinder, im letzten Band Rilla of Ingleside besonders ihre Tochter Bertha Marilla, im Mittelpunkt. Der Band Rainbow Valley wurde 2013 erstmals ins Deutsche übersetzt.

## Ausgaben
| # | Originaltitel          | Deutscher Titel                                                              | Veröffentlichung | Anne Shirleys Alter | Jahre, in denen die Handlung spielt |
| - | ---------------------- | ---------------------------------------------------------------------------- | ---------------- | ------------------- | ----------------------------------- |
| 1 | Anne of Green Gables   | Anne auf Green Gables                                                        | 1908             | 11–16               | Juni 1877 – Sommer 1882             |
| 2 | Anne of Avonlea        | Anne in Avonlea                                                              | 1909             | 16–18               | August 1882 – August 1884           |
| 3 | Anne of the Island     | Anne in Kingsport                                                            | 1915             | 18–22               | September 1884 – Sommer 1888        |
| 4 | Anne of Windy Poplars  | Anne in Windy Willows                                                        | 1936             | 22–25               | September 1888 – Sommer 1891        |
| 5 | Anne’s House of Dreams | Anne in Four Winds                                                           | 1917             | 25–27               | September 1891 – Herbst 1893        |
| 6 | Anne of Ingleside      | Anne in Ingleside                                                            | 1939             | 34–40               | 1900 – September 1906               |
| 7 | Rainbow Valley         | Anne im Rainbow Valley                                                       | 1919             | 41                  | Mai 1906 – September 1907           |
| 8 | Rilla of Ingleside     | Anne und Rilla – Zum ersten Mal verliebt/ Anne und Rilla – Der Weg ins Glück | 1920             | 49–54               | Juni 1914 – September 1919          |
| 9 | The Road to Yesterday  | –                                                                            | 1974             | <                   |                                     |

## Trivia
- In den beiden Kurzgeschichten-Sammlungen „Chronicles of Avonlea“ und „Further Chronicles of Avonlea“ kommt Anne Shirley am Rande vor.
- Die kanadische Autorin Budge Wilson verfasste 2008 das Prequel Wie alles begann – Anne, das Mädchen von Green Gables (Before Green Gables), in dem Annes Leben vor ihrer Ankunft in Avonlea erzählt wird.

## Adaptionen

### Verfilmungen
- 1919: Anne of Green Gables (1919)
- 1934: Anne of Green Gables (1934)
- 1979: Anne mit den roten Haaren (Anime-Serie)
- 1985: Anne auf Green Gables (Realfernsehserie)
- 2016: Anne auf Green Gables (kanadischer Fernsehfilm)[2]
- 2017: Anne with an E (Netflix Original Serie)

### Comics
Yumiko Igarashi schuf eine Comicserie basierend auf den Büchern. Diese erschien unter dem Titel Akage no Anne (赤毛のアン) von 1997 bis 1998 in fünf Büchern.

### Hörspiele
Das Hörspiellabel Titania Medien brachte zum 100-jährigen Bestehen des ersten Bandes die Hörspielserie Anne auf Green Gables heraus. Bis zum Jahre 2010 wurden die ersten fünf Bände in insgesamt zwanzig Hörspielen vertont, jedes Buch entspricht somit vier Hörspielen. Sprecher in dieser Serie sind unter anderem Marie Bierstedt, Lutz Mackensy, Dagmar von Kurmin, Simon Jäger, Jochen Schröder und Regina Lemnitz. Die Hörspielserie ist mit der Folge 20 beendet.